# TEEMA B2B
TEEMA B2B為台灣區電機電子工業同業公會所設立的一個專為電機電子產業的B2B經貿入口網站。網站於2000年建立完畢（原名為EC TEEMA），並於2008年進行改版後，正式更名為TEEMA B2B。網站共涵蓋電機電子產業16大類產品，擁有台灣3,762家製造商完整資訊，約2,000細項產品索引及10,000筆以上之產品型錄，目前有繁體中文及英文兩個語言版本。

## 外部參考
1. 企業IT編輯部／台北，電電公會加深IT應用開發 打造超強虛擬行銷平台，DigiTimes新聞，2009年4月9日[永久]
2. 台灣區電機電子工業同業公會
3. TEEMA Industry 產業網站